# História do Lego

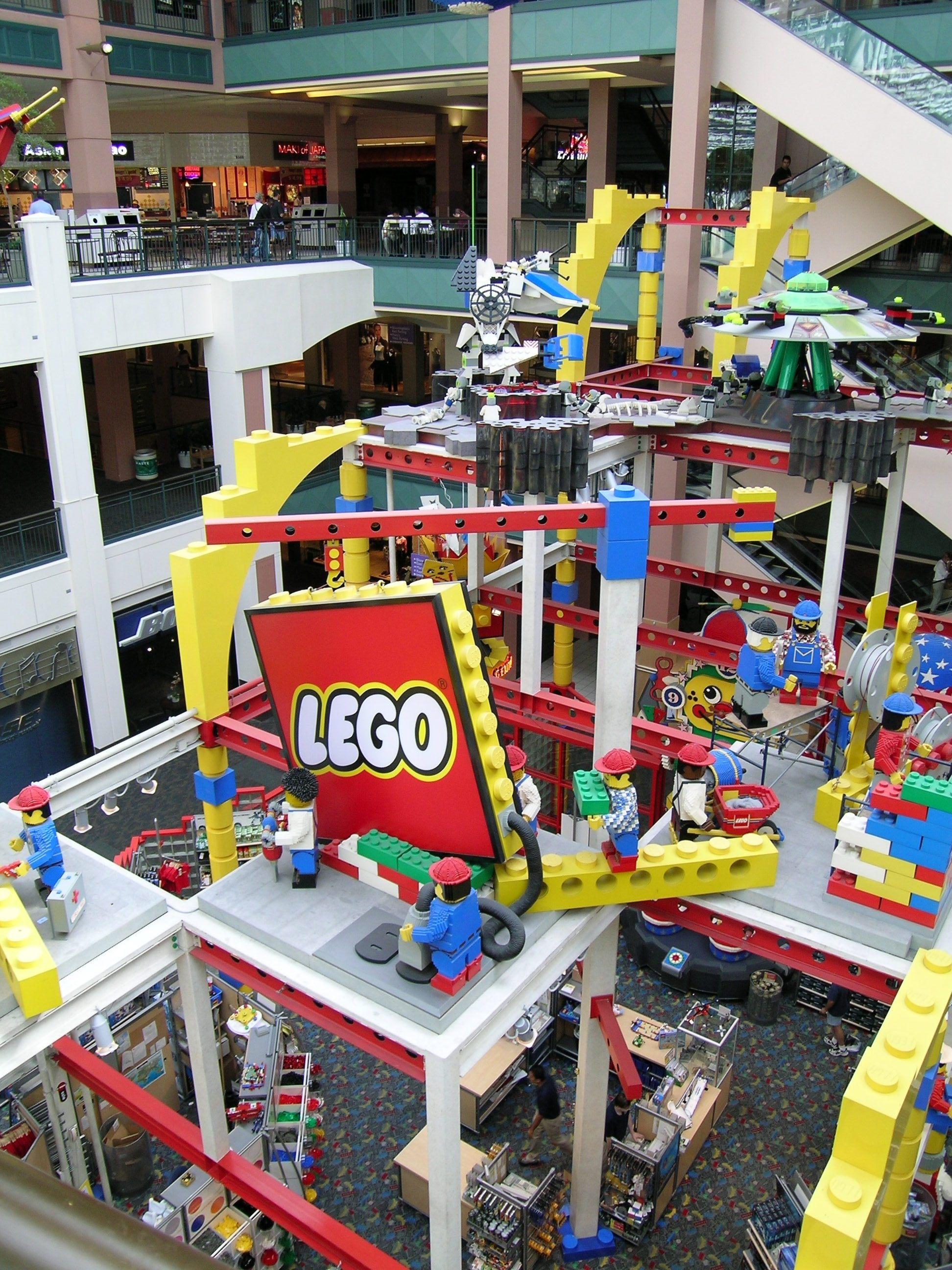
Expositor LEGO no Mall of America (2003).

O Lego é um brinquedo produzido pelo LEGO Group, cujo conceito original se baseia em um sistema patenteado de peças de plástico que se encaixam, permitindo inúmeras combinações. É fabricado desde meados da década de 1950, popularizando-se em todo o mundo desde então. Fica localizado na Dinamarca, LEGO é uma das principais fabricantes de brinquedos do mundo e líder no segmento de brinquedos de montar. São produzidos mais de 36 bilhões de blocos LEGO para se ter dimensão do alcance da marca com o público, A coleção LEGO conta, ainda, com mais de 4.400 peças diferentes, que são fabricadas em 58 cores distintas. As fábricas da LEGO ficam na Dinamarca, Tchéquia, Hungria, México e China, mas os brinquedos da companhia estão presentes em mais de 140 países.

### Da fábrica de brinquedos ao nome LEGO
A partir de 1934, empregando seis funcionários, a empresa de brinquedos adotou o nome LEGO. Nesse ano, Ole Kirk promoveu um concurso entre os seus funcionários.

### A década de 1950: o advento do plástico

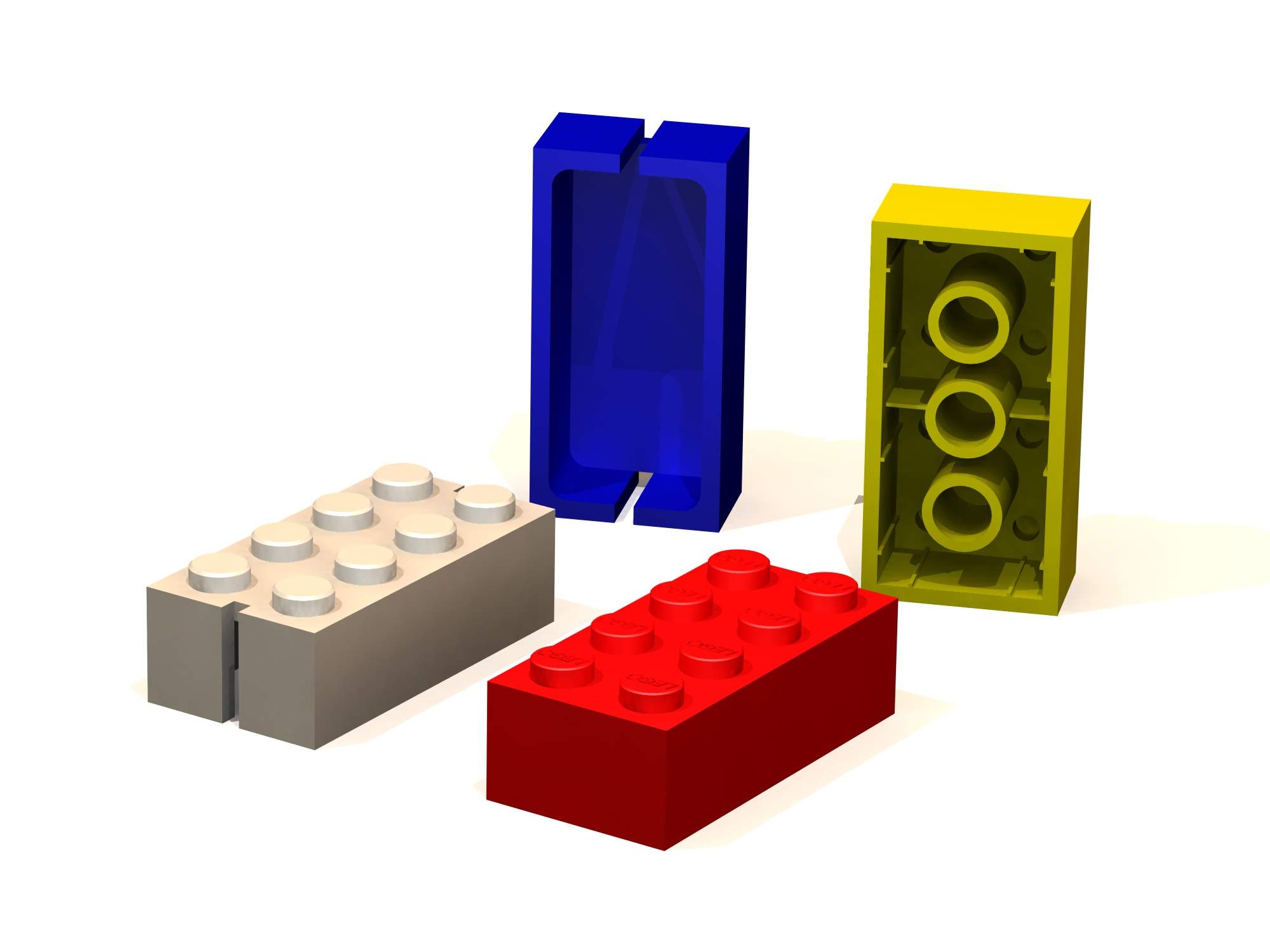
Evolução dos tijolos LEGO entre 1949 e 1958.

Quando o uso do plástico começou a se difundir, Ole Kirk acompanhou a tendência e começou a produzir brinquedos desse novo material. Um desses primeiros brinquedos produzidos era modular: um caminhão que podia ser desmontado e remontado. Em 1947, Ole Kirk e seu filho Godtfred obtiveram amostras de tijolos plásticos que se encaixavam, produzidos pela empresa inglesa Kiddicraft. Os chamados Kiddicraft Self-Locking Building Bricks, foram projetados e patenteados por Hilary Harry Fisher Page, um cidadão britânico.